# Saint-Michel (Alta Garonna)
Saint-Michel è un comune francese di 333 abitanti situato nel dipartimento dell'Alta Garonna nella regione dell'Occitania.

## Società

### Evoluzione demografica
Abitanti censiti